# Querré
Querré est une ancienne commune française située dans le département de Maine-et-Loire, en région Pays de la Loire.
Depuis le 15 décembre 2016, la commune fait partie de la commune nouvelle des Hauts d'Anjou et devient commune déléguée.

## Géographie
Localité angevine de la partie orientale du Segréen, Querré se situe au nord-est de Champigné, sur les routes D 191, Marigné - Champteussé sur Baconne, D 290, Chambellay - Champigné, et D 391, Feneu.

## Urbanisme
En 2009, on trouvait 115 logements sur la commune de Querré, dont 90 % étaient des résidences principales, pour une moyenne sur le département de 91 %, et dont 79 % des ménages en étaient propriétaires.

## Histoire
Un rapprochement intervient en 2016. Le 15 décembre, les communes de Brissarthe, Champigné, Contigné, Cherré, Marigné, Querré et Sœurdres, s'associent pour former la commune nouvelle des Hauts d'Anjou. Querré en devient une commune déléguée. Un nouveau regroupement intervient en 2019 avec l'intégration de la commune de Châteauneuf-sur-Sarthe, qui devient alors le siège de la nouvelle commune.

## Politique et administration

### Administration municipale

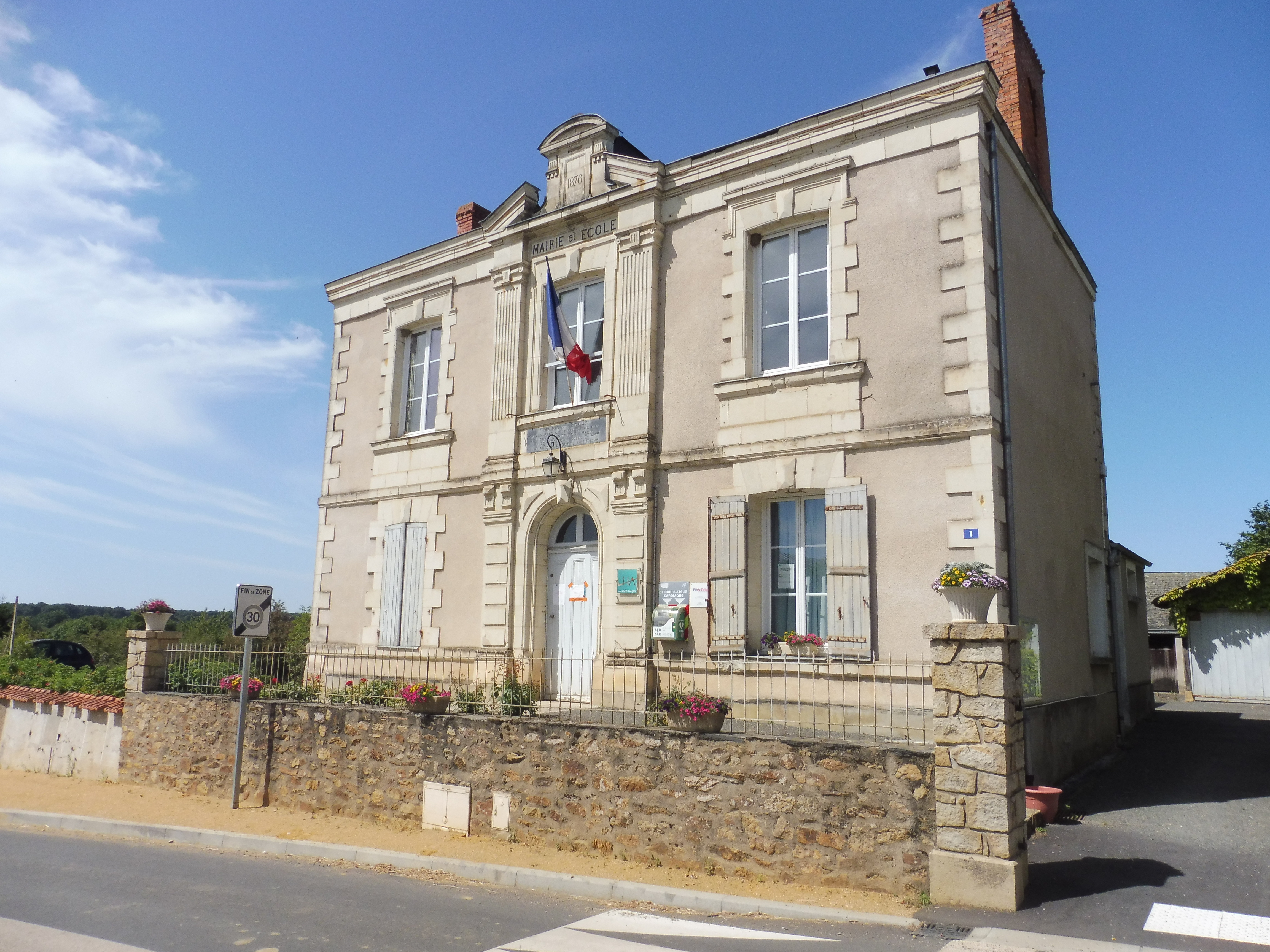
La mairie de Querré.

#### Administration actuelle
Depuis le 15 décembre 2016, Querré constitue une commune déléguée au sein de la commune nouvelle des Hauts-d'Anjou et dispose d'un maire délégué.
| Période                                  | Période  | Identité           | Étiquette | Qualité |
| ---------------------------------------- | -------- | ------------------ | --------- | ------- |
| décembre 2016                            | mai 2020 | Patrick Dauger     |           |         |
| mai 2020                                 |          | Christian Masserot |           |         |
| Les données manquantes sont à compléter. |          |                    |           |         |

#### Administration ancienne
| Période                                  | Période              | Identité       | Étiquette | Qualité |
| ---------------------------------------- | -------------------- | -------------- | --------- | ------- |
| mars 2001                                | janvier 2015 (décès) | Yves Manceau   |           |         |
| 2015                                     | décembre 2016        | Patrick Dauger |           |         |
| Les données manquantes sont à compléter. |                      |                |           |         |

### Ancienne situation administrative
La commune était membre de la communauté de communes du Haut-Anjou, elle-même membre du syndicat mixte Pays de l'Anjou bleu, Pays segréen. Le 15 décembre 2016, la commune nouvelle de Les Hauts-d'Anjou entraine sa substitution dans les établissements de coopération intercommunale.

## Population et société

### Évolution démographique
L'évolution du nombre d'habitants est connue à travers les recensements de la population effectués dans la commune depuis 1793. À partir du 1er janvier 2009, les populations légales des communes sont publiées annuellement dans le cadre d'un recensement qui repose désormais sur une collecte d'information annuelle, concernant successivement tous les territoires communaux au cours d'une période de cinq ans. 
Pour les communes de moins de 10 000 habitants, une enquête de recensement portant sur toute la population est réalisée tous les cinq ans, les populations légales des années intermédiaires étant quant à elles estimées par interpolation ou extrapolation. Pour la commune, le premier recensement exhaustif entrant dans le cadre du nouveau dispositif a été réalisé en 2006,.
En 2014, la commune comptait 333 habitants, en évolution de +6,39 % par rapport à 2009 (Maine-et-Loire : +3,3 %, France hors Mayotte : +2,49 %).
| 1793 | 1800 | 1806 | 1821 | 1831 | 1836 | 1841 | 1846 | 1851 |
| ---- | ---- | ---- | ---- | ---- | ---- | ---- | ---- | ---- |
| 425  | 363  | 389  | 417  | 391  | 344  | 361  | 351  | 349  |

| 1856 | 1861 | 1866 | 1872 | 1876 | 1881 | 1886 | 1891 | 1896 |
| ---- | ---- | ---- | ---- | ---- | ---- | ---- | ---- | ---- |
| 354  | 368  | 389  | 383  | 423  | 382  | 404  | 396  | 379  |

| 1901 | 1906 | 1911 | 1921 | 1926 | 1931 | 1936 | 1946 | 1954 |
| ---- | ---- | ---- | ---- | ---- | ---- | ---- | ---- | ---- |
| 392  | 387  | 362  | 301  | 291  | 295  | 296  | 293  | 327  |

| 1962 | 1968 | 1975 | 1982 | 1990 | 1999 | 2006 | 2011 | 2014 |
| ---- | ---- | ---- | ---- | ---- | ---- | ---- | ---- | ---- |
| 302  | 297  | 246  | 240  | 241  | 237  | 287  | 325  | 333  |

### Pyramide des âges
La population de la commune est relativement jeune. Le taux de personnes d'un âge supérieur à 60 ans (13,9 %) est en effet inférieur au taux national (21,8 %) et au taux départemental (21,4 %).
Contrairement aux répartitions nationale et départementale, la population masculine de la commune est supérieure à la population féminine (51,2 % contre 48,7 % au niveau national et 48,9 % au niveau départemental).
La répartition de la population de la commune par tranches d'âge est, en 2008, la suivante :
- 51,2 % d’hommes (0 à 14 ans = 27,9 %, 15 à 29 ans = 17,7 %, 30 à 44 ans = 21,1 %, 45 à 59 ans = 19,7 %, plus de 60 ans = 13,6 %) ;
- 48,8 % de femmes (0 à 14 ans = 27,1 %, 15 à 29 ans = 19,3 %, 30 à 44 ans = 24,3 %, 45 à 59 ans = 15 %, plus de 60 ans = 14,3 %).

| Hommes | Classe d’âge | Femmes |
| ------ | ------------ | ------ |
| 0,0    | 90 ans ou +  | 1,4    |
| 4,1    | 75 à 89 ans  | 5,0    |
| 9,5    | 60 à 74 ans  | 7,9    |
| 19,7   | 45 à 59 ans  | 15,0   |
| 21,1   | 30 à 44 ans  | 24,3   |
| 17,7   | 15 à 29 ans  | 19,3   |
| 27,9   | 0 à 14 ans   | 27,1   |

| Hommes | Classe d’âge | Femmes |
| ------ | ------------ | ------ |
| 0,4    | 90 ans ou +  | 1,1    |
| 6,3    | 75 à 89 ans  | 9,5    |
| 12,1   | 60 à 74 ans  | 13,1   |
| 20,0   | 45 à 59 ans  | 19,4   |
| 20,3   | 30 à 44 ans  | 19,3   |
| 20,2   | 15 à 29 ans  | 18,9   |
| 20,7   | 0 à 14 ans   | 18,7   |

## Économie

### Revenus de la population et fiscalité
Le revenu fiscal médian par ménage était en 2010 de 16 816 €, pour une moyenne sur le département de 17 632 €.
En 2009, 44 % des foyers fiscaux étaient imposables, pour 51 % sur le département.

### Tissu économique
Sur 29 établissements présents sur la commune à fin 2010, 38 % relevaient du secteur de l'agriculture (pour une moyenne de 17 % sur le département), 3 % du secteur de l'industrie, 10 % du secteur de la construction, 38 % de celui du commerce et des services et 10 % du secteur de l'administration et de la santé.

## Lieux et monuments

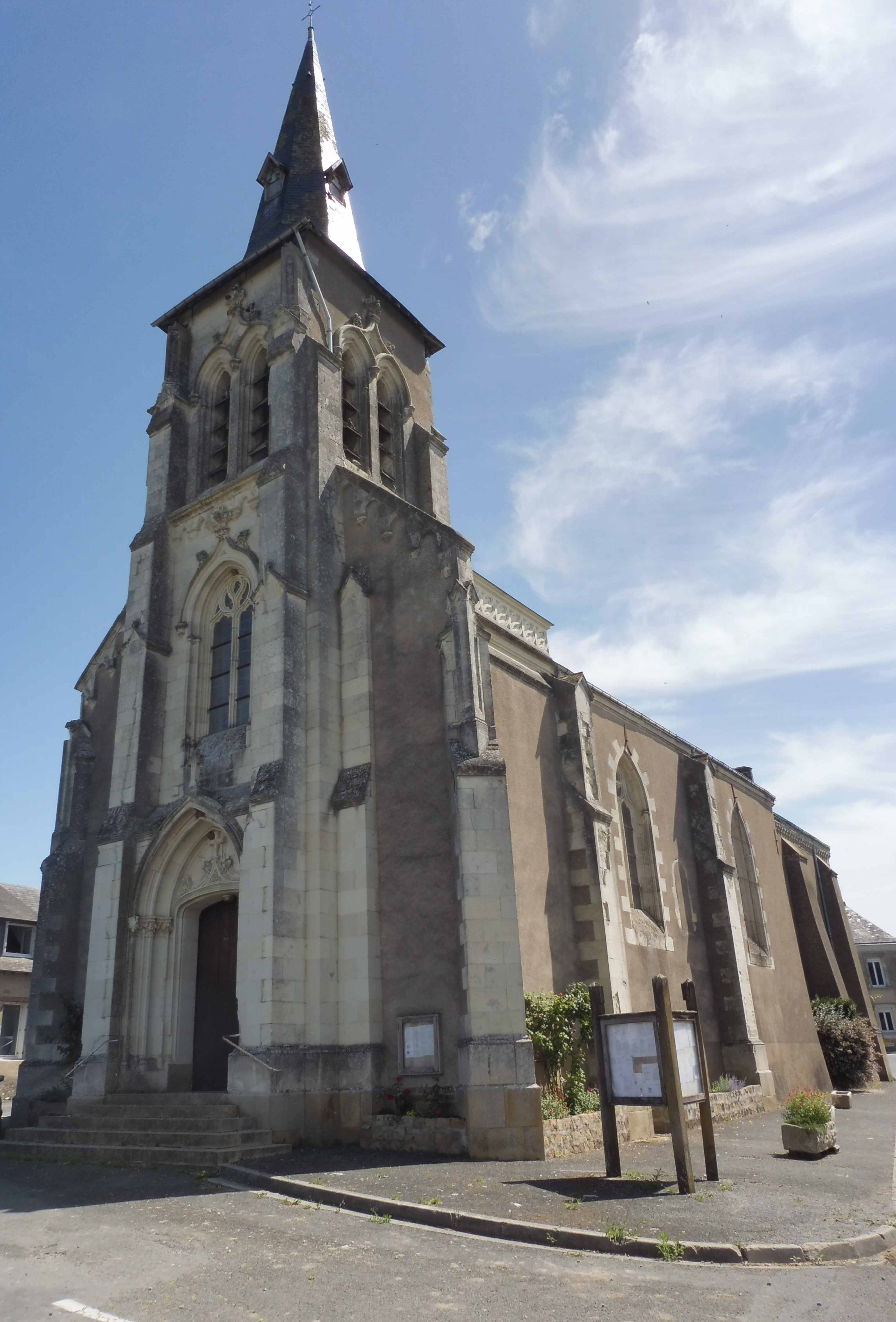
L'église Saint Martin de Vertoux.

- L'église Saint-Martin-de-Vertou, des XVIIIe et XIXe siècles[18].